# Cytisus sauzeanus
Cytisus sauzeanus là một loài thực vật có hoa trong họ Đậu. Loài này được Burnat & Briq. miêu tả khoa học đầu tiên.